# Временный жилпосёлок
Временный жилпосёлок ((временный) жилпосёлок завода имени Ленина, посёлок предприятия п/я 673, тат. Вакытлы торак бистәсе, Waqıtlı toraq bistäse) — жилой массив на территории Кировского района Казани.

## География
Посёлок располагался на западе Кировского района. На середину 1960-х севернее и северо-западнее располагалась Крыловка, восточнее — Кизическая слобода, южнее — Гривка.

## История
Возник в конце 1930-х годов как посёлок для работников завода имени Ленина (Порохового) на незаселённой территории между слободами Крыловка и Кизической, внутри проектируемого квартала между продолжениями улиц Коммунаров и Межевая и двумя проектируемыми улицами (будущие 2-я Вольная и 2-я Юго-Западная). Позже, в середине 1950-х годов в западной части посёлка были построены двухэтажные 8-12-квартирные дома Управления инженерной защиты (позднее — трест «Гидроспецстрой»); в 1970-х — 1980-х на севере квартала два пятиэтажных дома трестов «Гидроспецстрой» и «Спецкаучукремстрой».
В начале-середине 2000-х годов почти все дома Временного жилпосёлка (за исключением двух пятиэтажек и дома по адресу Горсоветская, 25а) снесены в рамках программы ликвидации ветхого жилья. В последние годы часть домов использовались как общежития для сотрудников милиции; также некоторые дома посёлка были переданы энергоуниверситету для устройства в них студенческих общежитий.
На их месте построены 9-16 этажные жилые дома, построенные в основном во второй половине 2000-х.

## Улицы
- 2-я Юго-Западная
- Горсоветская
- Дружинная
- Краматорская (ныне Лушникова)

## Социальная инфраструктура
Школа № 67 была основана в 1939 году и располагалась по адресу Временный жилпосёлок, дом 10; в 1960 году она переехала в новое здание.
Детский сад № 94 завода имени Ленина был основан не позднее конца 1950-х годов и располагался по адресу Дружинная, 2; в 1960-е годы к нему добавился детский сад № 189 треста «Гидроспецстрой» (Горсоветская, 25а).

## Транспорт
Ближайшие остановки общественного транспорта находились на улицах Декабристов и Большая Крыловка.

## Прочее
В 1990-е годы в Казани существовала ОПГ «Временный жилпосёлок» («Жилпосёлок»).